# 家産国家
家産国家（かさんこっか、ドイツ語: Patrimonialstaat）とは、国家を封建制君主の私的な世襲財産と見る国家観。19世紀のスイスの貴族・政治学者であるカール・ルートヴィヒ・ハラーの提唱したPatrimonialstaatの訳。
ハラーは著書『国家学の復興』の中において、家産国家の中では国内の一切の関係は君主の私的な関係とみなされ、領土と人民は君主の所有物であり、財産は君主の私的収入で、戦争もまた君主の私的紛争とされる。そのために国家が君主の世襲財産のように扱われ、国家の統治権（支配権）と君主個人の所有権（財産権）との区別が存在しないような状況に置かれていると説いた（国政と家政の未分離）。ハラーは一方ではジャン＝ジャック・ルソーの社会契約論などの市民国家思想に対抗し、もう一方では皇帝を中心とする中央集権的な統一的国家観に対抗して、在来の諸侯・貴族の領邦国家・在地支配の権限を不可侵性を持った私的所有権の一環とすることでその正統性を擁護しようとした。家産国家が持つ強者（貴族）が弱者（民衆）を支配する中世的国家概念の復古という考え方に復古期の保守主義者に大きな影響を及ぼした。彼の理論は後にマックス・ウェーバーによって再構成されて「家産制」概念へと発展することになる。